# إرل كوكس
إرل كوكس (بالإنجليزية: Erle Cox)‏ (15 أغسطس 1873، ملبورن في أستراليا - 20 نوفمبر 1950، ملبورن في أستراليا)؛ صحفي وروائي أسترالي.